# 담양 중옥리 서옥고분군
담양 중옥리 서옥고분군은 전라남도 담양군 대전면 중옥리에 있는 백제시대의 무덤이다. 2007년 4월 11일 담양군의 향토문화유산 제11호로 지정되었다.

## 개요
전라남도 담양군 대전면 중옥리 서옥마을 김해김씨 문중산 일대에 분포된 6세기 전후의 백제시대의 고분 11기로, 2006년 4월 11일 담양군향토유형문화유산 제11호로 지정되었다. 동-서 방향의 중형고분을 기준으로 구릉을 따라 ‘人’자 형태로 3~4열의 군집을 이루고 있는데 분포 면적은 약 6,000m2에 이른다. 대부분 지름 15m 내외, 높이 1~1.5m의 중소형급 고분이다.